# Palais Erdődy
Le Palais Erdődy (en hongrois : Erdődy-palota) est un édifice situé dans le 1er arrondissement de Budapest.